# Rahotep (Prinz)

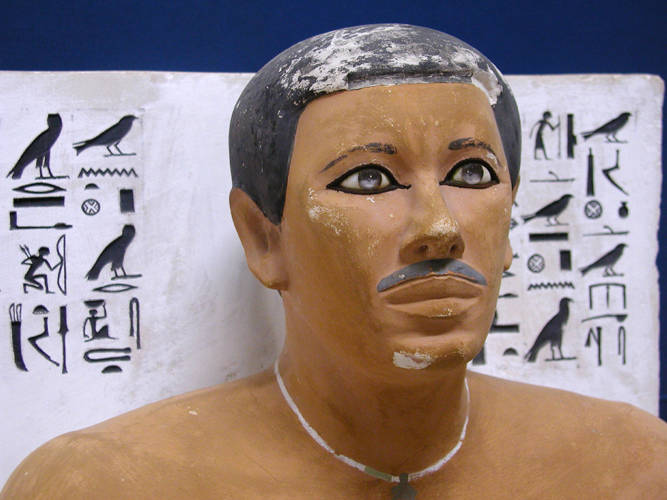
Statue des Rahotep; Ägyptisches Museum, Kairo (CG 3)

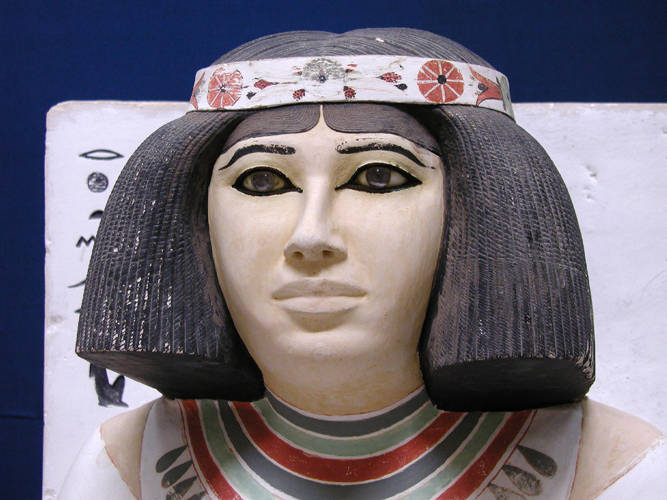
Statue der Nofret; Ägyptisches Museum, Kairo (CG 4)

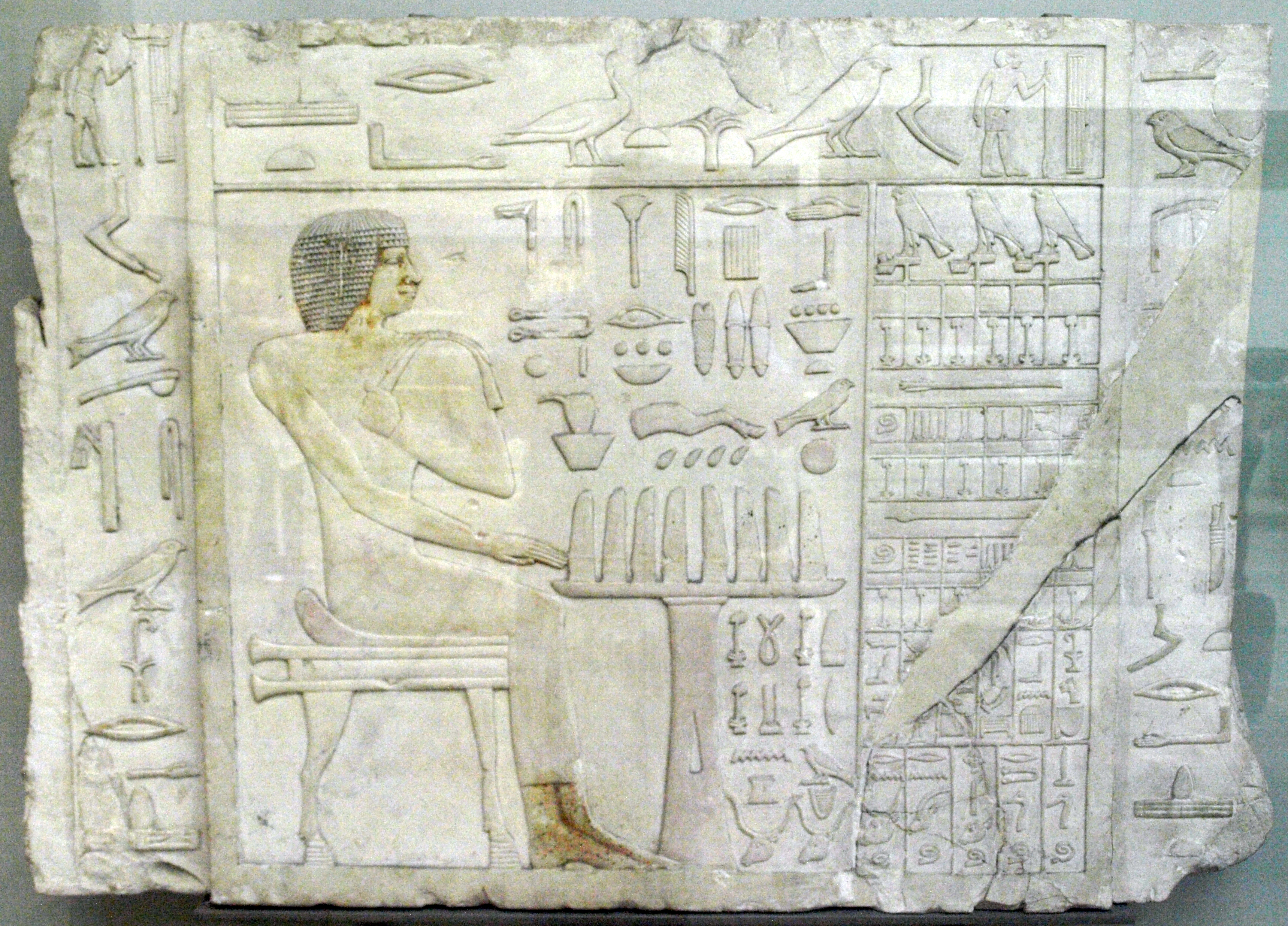
Reliefdarstellung des Rahotep aus seiner Mastaba; British Museum

Rahotep war ein Prinz der altägyptischen 4. Dynastie (Altes Reich). Er war ein Sohn von König (Pharao) Snofru, seine Mutter ist unbekannt. Während der Regierungszeit seines Vaters bekleidete er mehrere hohe Ämter, darunter das des Hohepriesters des Re von Heliopolis.

## Familie
Rahotep war verheiratet mit Nofret, einer hohen Beamtin des Königshofes. Das Paar hatte drei Söhne namens Djedi, Itu und Neferkau sowie drei Töchter namens Mereret, Nedjemib und Sethtet. Diese Kinder sind ausschließlich durch Namensnennungen im Grab des Rahotep belegt.

## Grabstätte
Rahotep gehört die Mastaba 6 auf dem sogenannten „North Mastaba Field“, nördlich der ersten Pyramide seines Vaters Snofru in Meidum. Die Mastaba besteht aus Ziegeln und besitzt zwei separate Grabräume. In Raum A wurde Rahotep bestattet, in Raum B seine Frau Nofret.

## Statuen
Als Auguste Mariette 1871 die Mastaba des Rahotep ausgrub, fand er dort zwei lebensgroße, hervorragend erhaltene Statuen des Rahotep und der Nofret. Beide befinden sich heute im Ägyptischen Museum in Kairo. Die beiden Personen sind sitzend auf weißen Sesseln dargestellt, deren Lehnen in schwarzer Schrift Namen und Titel der Besitzer wiedergeben. Die Statue des Rahotep ist 121 cm und die der Nofret 122 cm hoch. Rahotep ist nur mit einem kurzen Schurz bekleidet und trägt um den Hals eine einfache Kette. Eine besondere Individualität wird seiner Statue verliehen, indem Rahotep hier mit einem in der ägyptischen Kunst relativ selten wiedergegebenen Schnurrbart dargestellt ist. Nofret ist in einem dünnen, die Schultern unbedeckt lassenden Umhang gehüllt. Sie trägt um den Hals einen reich verzierten Halskragen und auf dem Kopf eine Perücke. Besonders lebensecht wirken beide Statuen durch die feine Ausarbeitung der Augen, bei denen die Iris aus Quarz und der Augapfel aus Alabaster eingelegt ist.